# Lady Hamilton (pel·lícula)
 Lady Hamilton  (títol original en anglès: That Hamilton Woman) és una pel·lícula dels Estats Units d'Alexander Korda estrenada el 1941. Ha estat doblada al català.

## Argument
Sir William Hamilton (Alan Mowbray), ambaixador britànic en la cort de Nàpols i un madur vidu, es casa amb la jove Emma (Vivien Leigh), que prefereix la vida a Itàlia a la de l'alta societat de Londres, tot i que no vol tallar-ne la relació. La parella és feliç fins que arriba Lord Nelson (Laurence Olivier), considerat un heroi per les seves glorioses victòries navals. Sir William accepta l'aventura entre Lord Nelson i la seva jove dona, fingint no saber res. Però la relació no és tan senzilla.

## Repartiment
- Vivien Leigh: Emma Hamilton
- Laurence Olivier: Lord Horatio Nelson
- Alan Mowbray: Sir William Hamilton
- Sara Allgood: Sra. Cadogan-Lyon
- Gladys Cooper: Lady Frances Nelson
- Henry Wilcoxon: Capità Hardy
- Heather Angel: La filla del carrer
- Halliwell Hobbes: Reverend Nelson
- Gilbert Emery: Lord Spencer
- Miles Mander: Lord Keith
- Ronald Sinclair: Josiah
- Luis Alberni: El rei de Nàpols
- Norma Drury Boleslavsky: La reina de Nàpols
- Olaf Hytten: Gavin
- Juliette Compton: Lady Spencer

I, entre els actors que no surten als crèdits:
- Leonard Carey: Ordenança
- Georges Renavent: El director de l'hotel

## Premis i nominacions

### Premis
- 1942: Oscar al millor so per Jack Whitney

### Nominacions
- 1942: Oscar a la millor fotografia en blanc i negre per Rudolph Maté
- 1942: Oscar a la millor direcció artística per Vincent Korda i Julia Heron
- 1942: Oscar als millors efectes visuals per Lawrence W. Butler i William A. Wilmarth